# The Detective 2
Série
The Detective
(2007)
Pour plus de détails, voir Fiche technique et Distribution.
The Detective 2 (B+偵探, B+ jing taam) est un thriller hongkongais co-écrit et réalisé par Oxide Pang et sorti en 2011. C'est la suite de The Detective (2007).
Il raconte l'histoire d'un détective privé engagé pour résoudre une mystérieuse affaire de meurtres en série. Sa suite, Conspirators, sort en 2013.

## Synopsis
Le détective privé maladroit Chan Tam (Aaron Kwok) est enrôlé par son ami policier Fung Chak (Liu Kai-chi) pour aider à l'enquête sur une affaire de meurtre en série. Les victimes, un homme d'âge moyen tué chez lui, une femme morte retrouvée dans la décharge et une adolescente tuée dans le parc, ont toutes été assassinée de manière macabre, mais elles ne semblent pas liées les unes aux autres. Sans aucun indice à exploiter, Tam est rapidement dans l'impasse. Mais lorsque Chak est gravement blessé par un mystérieux assaillant, Tam en déduit que la seule façon de découvrir la vérité est d'entrer dans l'esprit du tueur dérangé, et ce faisant, il est obligé de faire face à une facette longtemps cachée de lui-même.

## Fiche technique
- Titre original : B+偵探
- Titre international : The Detective 2
- Réalisation : Oxide Pang
- Scénario : Oxide Pang et Pang Pak-sing
- Photographie : Decha Srimantra
- Montage : Curran Pang
- Musique : Payont Term sit
- Production : Frères Pang
- Sociétés de production : Beijing Enlight Pictures, Le Vision Pictures et Universe Entertainment
- Société de distribution : Universe Films Distribution Company
- Pays d’origine :  Hong Kong
- Langue originale : cantonais, mandarin et thaï
- Format : couleur
- Genres : Thriller
- Durée : 100 minutes
- Date de sortie :
  -  Chine: Avril 2011
  -  Hong Kong et  Singapour : 12 mai 2011
  -  Japon : 10 mai 2014

## Distribution
- Aaron Kwok : Tam
- Liu Kai-chi : Inspecteur Fung Chak
- Patrick Tam : Inspector Lo
- Cheung Siu-fai : Leung Wai Yip
- Gong Beibi (en) : Ling Ho-yee
- Izz Xu (en) : Ling Ka-fai